# Nere för räkning i Paris och London
Nere för räkning i Paris och London (originaltitel: Down and Out in Paris and London) är en memoarbok av George Orwell, utgiven 1933. Den var författarens första större litterära verk.